# Прошкін Віталій Васильович
Віталій Васильович Прошкін (рос. Виталий Васильевич Прошкин; 8 травня 1976, м. Електросталь, СРСР) — російський хокеїст, захисник. Заслужений майстер спорту Росії (2009).
Вихованець хокейної школи «Кристал» (Електросталь). Виступав за «Кристал» (Електросталь), «Динамо» (Москва), «Ак Барс» (Казань), «Салават Юлаєв» (Уфа). У Континентальній хокейній лізі — 266 (23+104), у Кубку Гагаріна — 69 (8+11).
У складі національної збірної Росії учасник чемпіонатів світу 2003, 2004, 2005, 2007, 2008 і 2009 (48 матчів, 4+6).
Досягнення
- Чемпіон світу (2008, 2009), бронзовий призер (2005, 2007)
- Чемпіон Росії (2000, 2006, 2008), срібний призер (2007), бронзовий призер (2004)
- Володар Кубка Гагаріна (2011)
- Володар Кубка європейських чемпіонів (2007)
- Учасник матчу всіх зірок КХЛ (2009).

Нагороди
- Нагороджений медаллю ордена «За заслуги перед Вітчизною» (II ступеня) (2009)[1].